# Pisoczyn (rejon charkowski)
Pisoczyn (ukr. Пісочин) – osiedle typu miejskiego na Ukrainie, w obwodzie charkowskim, w rejonie charkowskim. W 2001 liczyło 17 801 mieszkańców, spośród których 10 820 wskazało jako ojczysty język ukraiński, 6842 rosyjski, 1 bułgarski, 17 białoruski, 60 ormiański, 1 gagauski, 9 romski, 4 niemiecki, 40 inny, a 7 osób się nie zadeklarowało.